# Nyctemera homologa
Nyctemera homologa là một loài bướm đêm thuộc phân họ Arctiinae, họ Erebidae.